# Henrike Richters
Henrike Margarete Richters (* 27. Dezember 1983 in Hamm) ist eine deutsche Schauspielerin.

## Leben
Henrike Richters verließ nach der 11. Klasse das Gymnasium. Sie absolvierte zahlreiche Regiepraktika bei Film und Theater. Sie war bei Serien wie „Tatort“ (ARD) und „Die Wache“ (RTL) zu sehen. 
Vom 26. Oktober 2004 bis zum 20. April 2006 stand Henrike Richters für die Daily-Soap „Unter uns“ bei RTL als Kimberly „Kim“ Ritter vor der Kamera.
Henrike Richters lebt in Köln und Hamburg, hat einen Sohn und eine 2 Jahre ältere Schwester.
Sie absolvierte eine Schauspielausbildung am Hamburger Schauspielstudio Frese. Inzwischen gehört Richters zum Ensemble des Jungen Theaters in Göttingen, für das sie bereits Ende der Saison 2008/2009 bei einem Festival in Kloster Teistungenburg für die Inszenierung „Heimweh nach drüben“ auf der Bühne stand.
Darüber hinaus ist Richters an zahlreichen anderen Theatern engagierte. Schlosstheater Celle, Theater Bonn.